# Appaneun ttal
Appaneun ttal (아빠는 딸?), noto anche con il titolo internazionale Daddy You, Daughter Me, è un film del 2017 diretto da Kim Hyeong-hyeop e tratto dalla serie televisiva giapponese del 2007 Papa to musume no nanokakan.

## Trama
Un giorno Won Sang-tae e Won Do-yeon, rispettivamente padre e figlia adolescente, si risvegliano l'uno nel corpo dell'altro; mentre cercano di comprendere cosa sia successo, sono nel frattempo costretti a fingere di essere normalmente "loro stessi".